# Чунхаван, Пин
Фельдмаршал Пхин Чунхаван (тайск. ผิน ชุณหะวัณ; 14 августа 1891, Самутсонгкхрам — 26 января 1973, Бангкок) — тайский военачальник и исполняющий обязанности премьер-министра Таиланда. Пин был лидером нескольких государственных переворотов, самый известный из которых — Сиамский военный переворот 1947 года. Во время Второй мировой войны он командовал 3-й дивизией армии Пхаяп перед тем, как стать военным губернатором Шанских княжеств, которые Таиланд оккупировал во время Бирманской кампании.
Пин был сыном китайского физика Кая (кит. 開), который приехал в Сиам из Чаошана, так же, как и отец его жены, Лим Хонг (кит. 林風), который был иммигрантом из Шаньтоу. Его сын Чатичай Чунхаван стал премьер-министром Таиланда, дочь Удомлак вышла замуж за Пхао Сиянонд, генерала тайской полиции. Другая его дочь, Чарен, вступила в брак с  Прамарном Адирексарном, который служил исполняющим обязанности премьер-министра.